# World of Tanks Console
World of Tanks Console – gra symulacyjna typu MMO wyprodukowana przez Wargaming Chicago-Baltimore i wydana 12 lutego 2014 roku na Xbox 360, a 19 stycznia 2016 roku na PlayStation 4 przez Wargaming.net. Gra oparta jest na modelu płatności free-to-play.

## Historia
Po sukcesie jaki odniosła gra World of Tanks na platformie PC studio Wargaming rozpoczęło prace nad wydaniem tej gry na konsole. W czerwcu 2013 roku na targach E3 w Los Angeles zapowiedziano wydanie World of Tanks Console na Xbox 360. Gra została opracowana wraz z Wargaming Chicago-Baltimore (dawniej: Day 1 Studios). 3 października 2013 roku gra weszła w fazę testów beta.
Gotowy produkt został wydany 12 lutego 2014 roku na Xbox 360, 17 września 2015 roku na ekspozycji Tokyo Game Show Wargaming ogłosił wydanie wersji na PlayStation 4, 19 stycznia 2016 roku odbyła się oficjalna premiera.
21 lipca 2020 roku wraz z aktualizacją 5.0 została zamknięta wersja gry na Xbox 360, konto i postępy w grze można przenieść na konsolę Xbox One. Pojawiła się rozgrywka międzyplatformowa łącząca graczy Xbox One i PlayStation 4. Wraz z powstaniem nowej generacji konsol PlayStation 5 oraz Xbox Series X/S twórcy dostosowali grę do nowych możliwości, wprowadzono kompatybilność wsteczną, rozdzielczość 4K, 60 FPS-ów oraz wsparcie dla HDR.

## Produkcja i rozwój
22 sierpnia 2017 roku wraz z aktualizacją 4.0 pojawił się tryb War Stories. Rozgrywka była dostępna w pojedynkę lub w kooperacji. Gracze mogli wziąć udział w realistycznych wydarzeniach historycznych. Fabuła została przedstawiona za pomocą animowanych komiksów autorstwa Andi Ewingtona z ilustracjami PJ Holdena i Matt Timsona, a ścieżkę dźwiękową skomponował Inon Zur. Wraz z aktualizacją 6.0 tryb War Stories został zamknięty.
Dostępne były kampanie:

- Braterstwo pancerza od 22 sierpnia 2017
- Punkt zapalny: Berlin od 22 sierpnia 2017
- Operacja lew morski od 26 września 2017
- Wojna Kennedy'ego od 7 października 2017
- Tiger – uciekinier od 5 grudnia 2017
- Łupy wojenne – rycerz dla bogatych od 3 kwietnia 2018
- Łupy wojenne – koneser od 3 kwietnia 2018
- Łupy wojenne – gra pozorów od 3 kwietnia 2018
- Napad od 26 czerwca 2018

26 czerwca 2018 roku wraz z aktualizacją 4.5 pojawiła się era Mercenaries. Wprowadzono nową nację, oraz nowe drzewko technologiczne. Wszystkie nowe pojazdy zostały złożone z części innych maszyn. Aby zdobyć czołg, trzeba podpisać kontrakt i wypełniać jego etapy, kończąc określone zadania w określonym czasie. 21 lipca 2020 roku wraz z aktualizacją 5.0 firma Wargaming podjęła współpracę partnerską z WWE. Do gry weszły kolekcjonerskie pojazdy inspirowane WWE, załoganci wrestlingowi: The Undertaker, Becky Lynch, André the Giant, Sgt. Slaughter oraz Stone Cold Steve Austin. Przeprojektowano garaż na styl WWE, każdy czołg miał swoje unikatowe wprowadzenie. W tej aktualizacji rozpoczął się pierwszy Season Pass. 22 września 2020 roku wprowadzono drugą część Season Pass. Twórcy podjęli współpracę marką samochodów zabawkowych odlewanych ciśnieniowo Hot Wheels™. Do gry wprowadzono nowe czołgi kolekcjonerskie stylizowane marką Hot Wheels, również przeprojektowano garaż.
15 grudnia 2020 roku do gry weszła rewolucyjna aktualizacja 6.0. Szata graficzna została całkowicie odnowiona, dostosowana do nowej generacji konsol. Przed aktualizacją dostępne było ok. 60 map, zostały one wycofane i są aktualnie przerabiane do HD. Do 14 lutego 2023 roku powróciły 44 mapy w wysokiej rozdzielczości. Wraz z tą aktualizacją rozpoczął się trzeci Season Pass Bohaterowie akcji w którym pojawili się kultowi bohaterowie filmów akcji z lat 80: John Rambo, Snake Plissken oraz pułkownik James Braddock. Zmiany wprowadzone w grze spotkały się z krytycznymi opiniami graczy, którzy zarzucają twórcą pochopne wydanie oraz brak konsultacji z graczami co do wprowadzonych zmian i błędów które się pojawiły. Twórcy na oficjalnym Twitchu w transmisji na żywo przeprosili graczy za nową wersję gry, zapowiadając poprawienie błędów i większą konsultację z graczami. 9 marca 2021 roku rozpoczął się piąty Season Pass Punkt zapalny, który promuje wprowadzenie do gry polskich czołgów średnich. Wraz z ulepszoną przepustką sezonową można było zdobyć pojazd premium CS-52 LIS wraz z unikalnym stylem 3D oraz Edmunda Orlika jako dowódcę. 23 marca pojawiła się gałąź polskich czołgów średnich, która dołączyła do gałęzi czołgów ciężkich w polskim drzewku technologicznym. 27 kwietnia 2021 roku rozpoczął się szósty Season Pass, wprowadzono Nowoczesne czołgi. Rozgrywka została podzielona na dwa tryby: II wojna światowa, czyli dotychczasowa rozgrywka oraz Zimna wojna, czyli rozgrywka nowoczesnymi czołgami. Nowy tryb został podzielony na trzy epoki: powojenna, eskalacji oraz détente, w każdej epoce są dostępne po trzy czołgi w trzech drzewkach technologicznych: Sojusz Zachodni, Sojusz Wschodni oraz Niezależni. Zostały wprowadzone nowe czołgi z rodziny M1 Abrams, Challenger 2, Leopard 2, T-72, Typ 80, Magach, Merkawa. Rozgrywka toczy się na współczesnych powiększonych lokacjach, wprowadzono nowe materiały eksploatacyjne.

### Lista sezonów
| Oryginalna nazwa sezonu | Polska nazwa sezonu | Data rozpoczęcia         | Data zakończenia          | Aktualizacja     | Wprowadzone zmiany |
| ----------------------- | ------------------- | ------------------------ | ------------------------- | ---------------- | --- |
| SummerSlam              | –                   | 21 lipca 2020 roku       | 22 września 2020 roku     | Aktualizacja 5.0 | Wargaming podjął współpracę partnerską z WWE. Do gry weszły kolekcjonerskie pojazdy inspirowane WWE, załoganci wrestlingowi: The Undertaker, Becky Lynch, André the Giant, Sgt. Slaughter oraz Stone Cold Steve Austin. Przeprojektowano garaż na styl WWE, każdy czołg miał swoje unikatowe wprowadzenie. |
| Hot Wheels              | –                   | 22 września 2020 roku    | 8 grudnia 2020 roku       | Wersja 1.60      | Podobnie jak to miało miejsce przy wydarzeniu SumerSlam, także i przy Hot Wheels zmieniono garaż, aby był całkowicie dopasowany wizualnie do trwającego wydarzenia. Pojawiły się czołgi: lekki Tiger Shark Spähpanzer, ciężki Rodger Dodger E 75 TS oraz niszczyciel czołgów Bone Shaker TS-5. |
| Action Heroes           | Bohaterowie akcji   | 16 grudnia 2020 roku     | 26 stycznia 2021 roku     | Aktualizacja 6.0 | Jest to trzeci sezon, w grze pojawiają się bohaterowie filmów akcji: John Rambo dowodzi czołgiem Concept 1B. Snake Plissken otrzymał Object 268 Version V, natomiast James Braddock poprowadzi do boju Strv K. |
| Winter Warriors         | Zimowi wojownicy    | 26 stycznia 2021 roku    | 9 marca 2021 roku         | Wersja 1.68      | Sezon 4: Winter Warriors wprowadził zupełnie nową przepustkę sezonową z okazji siódmych urodziny gry. Pojawiły się do zdobycia pojazdy: amerykański M48A2/T54E2, francuski Bat-Chatillon Bourrasque, radziecki Object 777 Version II i King Tiger. |
| Flashpoint              | Punkt zapalny       | 9 marca 2021 roku        | 27 kwietnia 2021 roku     | Wersja 1.70      | 5 sezon promuje wprowadzenie do gry polskich czołgów średnich. Wraz z ulepszoną przepustką sezonową można było zdobyć pojazd premium CS-52 LIS wraz z unikalnym stylem 3D oraz Edmunda Orlika jako dowódcę. |
| Modern Armor            | –                   | 27 kwietnia 2021 roku    | 29 czerwca 2021 roku      | Wersja 1.71      | Aktualizacja wprowadziła nowoczesne czołgi i podzieliła rozgrywkę na tryb II wojny oraz Zimnej wojny. Zmieniono wygląd załogantów z 2D na 3D. Wprowadzono dodatkowe materiały eksploatacyjne. Nowością jest zasłona dymna jak i zestaw blacharza na kadłub, które dostępne są tylko w trybie Zimnej wojny. Wprowadzono nowy wygląd garażu, zmieniający się od danego środowiska (pustynny, letni, zimowy, miejski).                                     |
| G.I. Joe                | –                   | 29 czerwca 2021 roku     | 24 sierpnia 2021 roku     | Wersja 1.73      | Partnerstwo z Hasbro przynosi ze sobą kultowe lata 80. do gry. Pojawiają się: dowódca premium Cobra, czołg-prototyp T-54 i skórka „Cobra B.O.A.”, dowódca Duke w 2D i 3D i czołg G.I. JOE MOBAT. |
| Arms Race               | Wyścig zbrojeń      | 24 sierpnia 2021 roku    | 12 października 2021 roku | Wersja 1.75      | Pojawia się nowy niemiecki czołg średni IX poziomu T 55A, Obiekt 934 czołg lekki Sojuszu Wschodniego z ery eskalacji, Czołg ciężki Sojuszu Wschodniego z ery eskalacji T-72M1. |
| Kinetic Fury            | Kinetyczna furia    | 19 października 2021 rok | 29 listopada 2021 rok     | Wersja 1.77      | Nowy sezon połączony jest z kolejną edycją Halloween, do potwornych czołgów dołącza The Creature. W tegorocznym trybie „Strachy na lachy” potworne czołgi walczą z nadprzyrodzonymi mocami na upiornej mapie Miasto umarłych. |
| British Invasion        | Brytyjska inwazja   | 7 grudnia 2021 roku      | 8 lutego 2022 roku        | Wersja 1.80      | Wśród nagród British Invasion znajdują się nowe brytyjskie czołgi: FV4211, RDF/LT. W tym sezonie pojawili się nowi brytyjscy dowódcy 3D: George Hughes, Charlotte Dawson, Jon „Frosty”. Wprowadzona została nowa linia brytyjskich czołgów z rodziny Challanger na tryb Zimnej Wojny w sojuszu Zachodnim. Ulepszono wygląd garażu oraz zmodyfikowano interfejs gry.                                                                                     |
| Red Tigers              | Czerwone tygrysy    | 15 lutego 2022 roku      | 19 kwietnia 2022 roku     | Wersja 1.83      | W tym sezonie pojawia się nowa linia chińskich czołgów z drzewa technologicznego z okresu Zimnej Wojny w Sojuszu Wschodnim. Do zdobycia jest czołg premium WZ-111 '66 oraz nowi załoganci 3D: Ling Xiao, Zhang Chen oraz Jian Huang. Zostaje wprowadzona nowa linia chińskich czołgów z rodziny Typ w sojuszu Wschodnim. |
| Steel Beasts            | Stalowe bestie      | 19 kwietnia 2022 roku    | 14 czerwca 2022 roku      | Wersja 1.84      | W sezonie Stalowych bestii pojawia się nowy pojazd premium Leopard 1A1, który dołącza do trybu Zimnej Wojny w sojuszu Zachodnim, promując tym samym nadejście nowej linii w drzewku sojuszu Zachodniego. Do trybu II Wojny dołączają nowe czechosłowacki pojazd premium: Lioness Škoda T 45 oraz Škoda T 56 wraz z nowym załogantem 3D Věra „Pravda” Černá, promują one nową gałąź czołgów ciężkich. Do zdobycia jest również polski dowódca 3D Wojtek. |
| The Independents        | Niezależni          | 14 czerwca 2022 roku     | 9 sierpnia 2022 roku      | Wersja 1.87      | W tym sezonie pojawią się pierwsze czołgi z drzewa technologicznego dla frakcji Niezależnych w trybie zimnej wojny z rodziny Magach oraz Merkawa. Do zdobycia są nowi dowódcy 3D: David Avraham, Safiya Ahmed oraz Lara „Last Stand”. |
| Evolution               | Ewolucja            | 9 sierpnia 2022 roku     | 4 października 2022 roku  | Wersja 1.90      | W tym sezonie pojawiają się dwie nowe gałęzie w trybie Zimnej Wojny, są to: czechosłowackie czołgi średnie oraz rumuńskie czołgi. Pojawiają się również nowi dowódcy 3D: Iris Amiyr, Youssef Selim oraz Sarah Segel. |
| Awakened                | Przebudzony         | 4 października 2022 roku | 6 grudnia 2022 roku       | Wersja 1.93      | Sezon połączony jest z kolejną edycją Halloween, do potwornych czołgów dołączają Death Chariot, Arachnid oraz Asterion. W tegorocznym trybie „Strachy na lachy” potworne czołgi walczą na mapie Miasto umarłych i Ponure cmentarzysko. Dostępni są nowi dowódcy: Julian Moser, Ravenous Rolf, Monstrosity i Carmilla |
| Allegiance              | Wierność            | 6 grudnia 2022 roku      | 14 lutego 2023 roku       | Wersja 1.96      | W tym sezonie do zdobycia jest nowy radziecki czołg ciężki X poziomu Obiekt 780, oraz amerykański czołg średni VIII poziomu ASTRON Rex 105 mm. Pojawia się nowy dowódca 3D Anna Müller. |
| Valiant                 | Odwaga              | 14 lutego 2023 roku      | 11 kwietnia 2023 roku     | Wersja 2.00      | W 17 sezonie do zdobycia są nowe pojazdy: brytyjski czołg średni V poziomu Valiant, X poziomu FV4003 Centurion MK. 5 AVRE oraz z Sojuszu zachodniego 3 ery CATTB „Thumper”. Do gry powrócił pierwotny garaż tzw. hangar, który można zastosować w opcjach gry. Usprawniono również HUD. |

## Rozgrywka
Choć gra jest oparta na pierwotnej wersji komputerowej, różni się w kilku aspektach. Rozgrywka międzyplatformowa nie jest dostępna między PC a konsolą. WoT Console jest dostosowana intuicyjnie do obsługi gamepada, interfejs jest uproszczony. Choć w większości występują te same czołgi, niektóre różnią się parametrami. Gra na konsoli tworzona jest przez firmę z Baltimore, która promuje ją dodając podtytuł, który nawiązuje do aktualnie toczących się wydarzeń w grze.
Do dyspozycji gracza przed 15 grudnia 2020 roku było po jednym czołgu I poziomu z: Niemiec, ZSRR, Stanów Zjednoczonych, Włoch, Francji, Wielkiej Brytanii, Chin, Japonii, Czechosłowacji, Polski i Szwecji. Od aktualizacji 6.0 wydanej 15 grudnia 2020 roku czołgi I i II poziomu zostały ukryte i gracz rozpoczyna badanie od III do X poziomu. W bitwach losowych zdobywa się doświadczenie i kredyty dzięki czemu  można kupować ulepszenia do danego czołgu oraz rozwijać drzewo technologiczne, które pozwala na odblokowanie kolejnych pojazdów. W grze dostępne jest szkolenie dowódcy, od aktualizacji 6.0 dostępne jest 9 slotów na szkolenie załogi. Dostępny jest sprzęt eksploatacyjny: zestaw naprawczy, apteczka, gaśnica, racje bojowe.

### Tryb gry
- Zimna wojna – bitwa z udziałem dwóch 15-osobowych zespołów podzielona na dwie sekcje: tryb dla wielu graczy w którym gracze w obu drużynach są losowo dobierani, oraz tryb kooperacji gdzie gracze w jednej drużynie walczą przeciwko sztucznej inteligencji. Dostępne są plutony do trzech osób. Występują trzy tryby: bitwa standardowa, szturm (obrona lub atak), bitwa spotkaniowa. Rozgrywka dostępna dla czołgów nowoczesnych. W tym trybie zastosowano True Vision, oznacza to, że wszystkie modele pojazdów bojowych (sojuszników i wrogów) są  zawsze widoczne, niezależnie od ich wykrycia.
- II wojna światowa – bitwa z udziałem dwóch 15-osobowych również podzielona na tryb dla wielu graczy i tryb kooperacji, losowo dobieranych zespołów składających się z pojazdów na zbliżonym poziomie, dostępne są plutony do trzech osób. Występują trzy tryby: bitwa standardowa, szturm (obrona lub atak), bitwa spotkaniowa. Rozgrywka dostępna dla starszych typów czołgów.
- Misja treningowa – tryb dla nowych i początkujących graczy, w którym trenowane jest: utrzymanie linii, wykrywanie i niszczenie przeciwników, oskrzydlanie oraz zabezpieczanie terenów.
- Zmodyfikowane gry – pokój treningowy, gdzie można rozgrywać bitwy na wybranej mapie w dowolnym trybie i na dowolnych poziomach, minimalnie muszą grać dwie osoby.

#### Okazjonalne tryby gry
- Bitwy rankingowe – bitwa standardowa z udziałem dwóch 7-osobowych, losowo dobieranych zespołów składających się z pojazdów na tym samym poziomie. Plutony nie są możliwe. Dostępne przez określony czas.
- Dowódca czołgu – dwuzadaniowa rozgrywka pozwalająca wybranymi pojazdami rozgrywać bitwę kierując jako dowódca wszystkimi czołgami w swojej drużynie, grając przeciwko botom.
- Strachy na lachy – bitwa 7-osobowych zespołów, kierujących potwornymi pojazdami na specjalnych mrocznych mapach, tryb dostępny w okresie Halloween.
- Wesołych świąt – rozgrywka 7-osobowych zespołów, kierujących zminiaturyzowanymi zabawkowymi pojazdami, dostępna na specjalnej zabawkowej mapie, tryb dostępny w okresie Bożego Narodzenia.
- Tryb marsjański – bitwa 7-osobowych zespołów, prowadzących czołg księżycowy w kosmosie, walka odbywa się przy obniżonej grawitacji.

### Jednostki bojowe
W grze występuje pięć klas pojazdów: czołgi lekkie, średnie, ciężkie, niszczyciele czołgów oraz artyleria samobieżna. Występują pojazdy drzewkowe, rozwój modułów bada się w drzewku technologicznym a kupuje się za walutę srebro, zdobywane podczas bitew. Pojazdy specjalne/premium dostępne za wolne doświadczenie, za walutę złoto, bądź zdobywa się w różnego rodzaju operacjach. Pojazdy najemnicze dostępne po ukończeniu wszystkich etapów kontraktu na wybrany czołg.